# Giusep Maria Sialm
Giusep Maria Sialm (Segnas bij Disentis, 7 maart 1934 – Therwil, 19 september 1985) was een Zwitsers componist, muziekpedagoog en dirigent.

## Levensloop
Sialm studeerde pedagogiek in Disentis en Chur. Verder studeerde hij aan de Universiteit van Fribourg in Fribourg en maakte muziekstudies aan het Conservatoire de Fribourg in Granges-Paccot, het Conservatoire de musique de Genève in Genève, de Muziek-Academie in Zürich, Konservatorium Wien GmbH - Privatuniversität in  Wenen en aan de Universität für Musik und Darstellende Kunst "Mozarteum" Salzburg in Salzburg. 
Sialm behaalde zijn diploma's voor piano, muziektheorie en compositie. 
Hij was leraar van 1962 tot 1971 in Cham, aan het progymnasium Birsfelden van 1971 tot 1985. Verder was hij dirigent van verschillende harmonieorkesten in het kanton Graubünden, in Luzern, Birsfelden, Aesch en Kleinbüningen. Hij was lid van de muziek commissie van de Musikverband Baselland en van de landelijke overkoepelende Eidgenössischer Musikverein (EMV).
In 1966 huwde hij met Rita Hardegger von Gams. 
Als componist schreef hij vooral werken voor harmonieorkest.

## Composities

### Werken voor harmonieorkest
- 1978 Rätikon
- 1979 Disentis-Mustér
- 1979-1980 Therwil 80
- 1980-1981 Sonor
- 1981 Quo vadis, symfonisch gedicht
- 1982-1983 Stephan Gutzwiller
- 1984 Pietura, ouverture
- 1984 Retsina 2000
- 1985 Festa, suite voor harmonieorkest
- Cocktail-Step-Marsch
- Mistralia
- Trans Europe